# 1118 Hanskya
1118 Hanskya este o planetă minoră (asteroid), cu un diametru de 70,954 km, din centura de asteroizi. A fost descoperită pe 29 august 1927 la Simeiizka observatoria⁠(d) de Serghei Beliavski și a fost numită după Aleksey Pavlovitch Hansky⁠(d). 
Obiectul prezintă o orbită caracterizată de o semiaxă mare de 3,2105605 UAi, o excentricitate de 0,05, o înclinație de 13,99147 ° în raport cu ecliptica.